# یواس‌اس هاک (اس‌اس-۲۵۶)
یواس‌اس هاک (اس‌اس-۲۵۶) (به انگلیسی: USS Hake (SS-256)) یک زیردریایی بود که طول آن ۳۱۱ فوت ۹ اینچ (۹۵٫۰۲ متر) بود. این زیردریایی در سال ۱۹۴۲ ساخته شد.